# Centraal-Amerikaanse kampioenschappen wielrennen 2025 – Individuele tijdrit mannen elite
De individuele tijdrit voor mannen elite op de Centraal-Amerikaanse kampioenschappen wielrennen 2025 werd gehouden op 11 april. De tien deelnemers moesten een parcours van 29,4 kilometer in de Guatemalteekse stad Quetzaltenango afleggen, met start en finish naast de luchthaven. De Guatemalteek Manuel Rodas won, voor de Panamees Franklin Archibold en Donovan Ramírez uit Costa Rica.

## Uitslag
| Plaats | Naam               | Tijd       |
| ------ | ------------------ | ---------- |
| Goud   | Manuel Rodas       | 41'51,75"  |
| Zilver | Franklin Archibold | + 14,80"   |
| Brons  | Donovan Ramírez    | + 32,86"   |
| 4      | Sergio Chumil      | + 1'19,81" |
| 5      | Bolívar Espinosa   | + 1'44,58" |
| 6      | Brandon Rodríguez  | + 5'10,37" |
| 7      | Argenis Vanegas    | + 5'31,65" |
| 8      | Brayan González    | + 6'42,13" |
| 9      | Fredd Matute       | + 7'39,88" |
| 10     | Diler Martínez     | + 8'40,43" |